# Zgališće
Zgališće – wieś w Chorwacji, w żupanii zagrzebskiej, w gminie Dubrava. W 2011 roku liczyła 213 mieszkańców.